# Католицька церква в Есватіні
Като́лицька це́рква у Свазіле́нді — друга християнська конфесія Свазіленду. Складова всесвітньої Католицької церкви, яку очолює на Землі римський папа. Керується конференцією єпископів. Станом на 2004 рік у країні нараховувалося близько 55 000 католиків (5,56% від усього населення). Існувало 1 діоцезій, які об'єднували 15 церковних парафій.  Кількість  священиків — 26 (з них представники секулярного духовенства — 11, члени чернечих організацій — 15), постійних дияконів — 0, монахів — 23, монахинь — 58.